# Bitwa pod Clontibret
Bitwa pod Clontibret – starcie zbrojne, które miało miejsce 27 maja 1595 r. w trakcie irlandzkiej wojny dziewięcioletniej (1594–1603), w rejonie dzisiejszego hrabstwa Monaghan w północnej Irlandii.
Starcie pomiędzy angielskimi wojskami królowej Elżbiety I a rebeliantami irlandzkimi pod wodzą Hugh O’Neilla (2 hrabia Tyrone) zakończyło się zwycięstwem Irlandczyków i było pierwszą poważną porażką wojsk angielskich w czasie wojny.

## Przed bitwą
Wojnę rozpoczęły angielskie próby zajęcia garnizonów położonych na południowej granicy terenów należących do O’Neilla. W odpowiedzi na to O’Neill wraz ze swoimi wojskami obległ Monaghan Castle. Z pomocą angielskiemu garnizonowi z miejscowości Dundalk wyruszyły przeciwko rebeliantom wojska angielskie pod wodzą sir Henry’ego Bagenala. Jego siły liczyły 1750 żołnierzy, w większości mało doświadczonych rekrutów. Dominowała piechota uzbrojona w muszkiety i piki, niewielu zaś było kawalerzystów.

## Bitwa
Angielskie siły w pobliżu miasta Monaghan wpadły w zastawioną przez rebeliantów zasadzkę. Irlandczycy zajmujący pozycje w lasach w pobliżu drogi prowadzącej do Crossdale (6,5 km od Monaghan) powitali Anglików salwą z muszkietów. Zaskoczeni ludzie Bagenala ratowali się ucieczką w kierunku garnizonu Monaghan Castle, tracąc 12 żołnierzy zabitych i 30 rannych.
Dwa dni później, 27 maja, Bagenal na czele swojej kolumny wojska skierował się w kierunku Newry. Wybrał jednak mniej bezpieczny szlak prowadzący przez Drumlin i Clontibret. Pagórkowaty i pokryty moczarami teren nadawał się i tym razem idealnie do przygotowania zasadzki. Anglicy szybko zostali ostrzelani i w pobliżu Clontibret wpadli po raz kolejny w pułapkę.
Siły O’Neilla liczące 4500 ludzi składały się z żołnierzy z klanów O’Neillów, MacMahonów i Maguirów a także żołnierzy szkockich. W trakcie ataku Anglików ze skrzydeł zaatakowała kawaleria irlandzka, zabijając wielu napastników. W walce cudem śmierci uniknął także sam O’Neill, toczący pojedynek z jednym z oficerów angielskich, Seagravem. W trakcie tej walki O’Neill odciął Anglikowi rękę, zabijając go następnie pchnięciem sztyletu.
Z nastaniem zmierzchu ataki Irlandczyków stały się coraz mocniejsze, co spowodowało wycofanie się Anglików na wzgórze Ballymacowen, gdzie zajęli nowe pozycje. O’Neill nie podjął jednak pościgu, prawdopodobnie ze względu na wyczerpanie się prochu. Pozwoliło to Anglikom na wzmocnienie swoich sił posiłkami z miejscowości Newry. Do dalszych walk jednak nie doszło.

## Po bitwie
Bitwa była zaskoczeniem dla rządu angielskiego, dużo mówiono o wielkim zwycięstwie rebeliantów. Rzeczywista liczba poległych wahała się znacznie w zależności, która ze stron ją podawała. Bagenal informował o 31 zabitych i 109 rannych podczas tego drugiego starcia, w rzeczywistości straty angielskie były znacznie wyższe.